# ジャン＝ジャック・ラフォン
ジャン＝ジャック・ラフォン（Jean-Jacques Laffont、1947年4月13日 - 2004年5月1日）はフランスの経済学者。公共経済学、インセンティブの理論、規制の経済学、開発経済学、情報の経済学についての研究を行った。産業経済研究所（Institut D'Economie Industrielle, IDEI）の創設者でもある。
2014年にノーベル経済学賞を受賞したジャン・ティロールとの産業組織論に関する共同研究でも知られ、経済学者の依田高典は「もしも存命であれば（ノーベル経済学賞を）共同受賞したことだろう」と述べた。

## 経歴
- 1975年 ハーバード大学Ph.D.
- 1979年-2004年 トゥールーズ大学経済学部教授
- 1980年-2004年 社会科学高等研究院院長
- 1987年-1988年 カリフォルニア工科大学客員教授
- 1992年 計量経済学会会長
- 1997年 フランス首相官邸経済分析官
- 1998年 ヨーロッパ経済学会会長
- 2001年-2004年 南カリフォルニア大学教授

## 著作
200以上の学術論文を出版している。研究領域は広く、ゲーム理論、契約理論、情報の経済学、計量経済学、開発経済学に及ぶ。

### 単著
- Effets Externes et Theorie Economique (Editions du CNRS, 1977)
- Essays in Economics of Uncertainty (Harvard University Press, 1980)
- Fondements de l'Economie Publique - Vol.1, (Economica, 1982)
- Economie de l'Incertain et de l'Information - Vol.2,  (Economica, 1985)
- Incentives and Political Economy, (Oxford University Press, 2000)
- Applied Incentive Theory, (Peking University Press, 2001)
- Theoretical Incentive Theory (Peking University Press, 2001)
- Regulation and Development, (Cambridge University Press, 2005)

### 共著
- （ジェリー・グリーン） Incentives in Public Decision-Making (North-Holland, 1979)
- （ジャン・ティロール） A Theory of Incentives in Procurement and Regulation, (MIT Press, 1993)
- （クローディア・セニク＝レイニー） Price Controls and the Economics of Institutions in China, Development Centre Studies, (OECD Publishing, 1997)
- （ジャン・ティロール） Competition in Telecommunications, series Munich Lectures in Economics, (MIT Press, 1999)
- （デイヴィッド・マルティモール） The Theory of Incentives: The Principal-Agent Model, (Princeton University Press, 2001)
- （ファリッド・ガスミ、マーク・ケネット、ウィリアム・シャーキー） Cost Proxy Models and Telecommunications Policy: A New Empirical Approach to Regulation, (MIT Press, 2002)

### 編著
- Aggregation and Revelation of Preferences, (North-Holland, 1979)
- （J.P. フローレンス、M.イヴァルディ、F.ライズニー） Microeconometrics: Surveys and Applications, (Basil Blackwell, 1990)
- （M. モロー） Dynamics, Incomplete Information and Industrial Economics, (Basil Blackwell, 1991)
- Advances in Economic Theory: Proceedings of the Sixth World Congress of the Econometric Society, (Cambridge University Press, 1992)
- （P. ベアト） Competition Policy in Regulated Industries: Approaches for Emerging Economies,  (The Johns Hopkins University Press, 2002)

## 受賞
- 1990年 CNRS銀メダル受賞
- 1991年 UAP科学賞
- 1991年-2001年 フランス学士院
- 1993年 ユルヨ・ヨハンソン賞受賞（ジャン・ティロールと同時受賞）
- 2002年 レジオン・ド＝ヌール勲章『オフィシエ』